# 関口安太郎

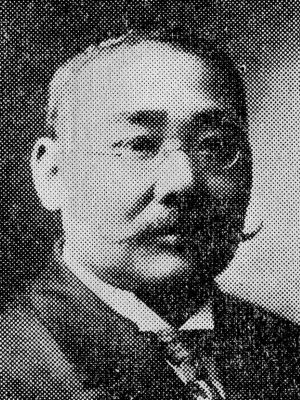
関口安太郎

関口 安太郎（關口、せきぐち やすたろう、慶応元年12月25日〈1866年2月10日〉 - 1911年〈明治44年〉7月11日）は、明治期の畜産業者、実業家、政治家（衆議院議員、群馬県会議員）。

## 経歴
上野国勢多郡下大島村（群馬県南勢多郡木瀬村、勢多郡木瀬村を経て現前橋市下大島町）で、代々前橋藩の御蔵番を務めた関口家当主・仲次郎、りせ の長男として生まれた。大島梨の栽培で知られる関口長左衛門は祖父の兄にあたる。その後、前橋曲輪町（現:前橋市大手町）に転居した。前橋中学校（現群馬県立前橋高等学校）を卒業し、1890年（明治23年）東京法学院（現中央大学）を卒業。
1894年（明治27年）群馬県会議員に選出され1896年（明治29年）まで在任。1902年（明治35年）8月の補欠選挙で県会議員に再選され、同年10月5日まで在任した。この間、非立憲政友会の立場で活動し実業クラブに所属し、廃娼論を唱えた。
1904年（明治37年）3月、第9回衆議院議員総選挙（群馬県前橋市）で当選し、次の第10回総選挙でも再選され、最後は無所属となり衆議院議員に連続2期在任した。任期途中の1911年7月に病のため死去した。
また、赤城牧場を経営し、前橋乳業株式会社を設立した。
墓所は来迎寺。

## 国政選挙歴
- 第6回衆議院議員総選挙（群馬県第1区、1898年8月、憲政本党）落選[11]
- 第9回衆議院議員総選挙（群馬県前橋市、1904年3月、無名倶楽部）当選[8]
- 第10回衆議院議員総選挙（群馬県前橋市、1908年5月、猶興会）当選[9]